# Константий Исаакидис
Константий (на гръцки: Κωνστάντιος, Константиос) е гръцки духовник, митрополит на Вселенската патриаршия.

## Биография
Роден е с фамилията Исаакидис (Ισαακίδης) в 1835 година или в 1837 година в Кондоскали, Цариград. Ръкоположен е за дякон и се присъединява към третостепенните патриаршески дякони в Цариград.
На 4 декември 1868 година е избран за епископ на Трикийска епархия. На 5 декември 1868 година е ръкоположен за свещеник от митрополит Мелетий Филаделфийски. На 6 декември 1868 година е ръкоположен за трикийски епископ от патриарх Григорий VI Константинополски в съслужение с митрополитите Никодим Кизически, Неофит Деркоски, Софроний Берски, Агатангел Драмски, Прокопий Созоагатополски и Неофит Корчански.
На 19 февруари 1876 година е избран за митрополит Фанарска и Ферсалска епархия.
На 30 април 1880 година Константий е преместен на костурската катедра, като замества преместения на негово място поради пробългарски действия митрополит от български произход Иларион. Преди назначението си в Костур е в Синоп. По думите на българския учител в Костурско Търпо Поповски:
| „ | Константий бил един от второстепенните патриаршески дякони с непълно средно образование, но като много години наред служил в Патриаршията, имал и своите обожатели. По характер той беше не толкова религиозен и много груб. Поради неговата неспособност след една година от назначението му бе уволнен. | “ |

На 3 септември 1883 година става неокесарийски митрополит. На 15 юли 1895 година става берски митрополит. На 3 юни 1906 година е избран за митрополит на Ганос и Хора, но на 22 август 1906 година подава оставка поради влошено здраве. Една година по-късно, на 26 август 1907 година умира в Цариград.